# Arcille
Arcille est une frazione de la commune de Campagnatico, province de Grosseto, en Toscane, Italie. Au moment du recensement de 2001 sa population était de 100 habitants.

## Description
Le nom provient des petits fortins (Arcillae) qui étaient sur la route cinigianese (qui passe à travers le village) pour la défense des voyageurs dans l'époque romaine. Le village est principalement un centre agricole, construit dans les années 1950 avec la réforme agraire.

## Monuments
Dans la place centrale du village se dresse l'église Madonna di Lourdes, église paroissiale construite en 1954.

## Paléontologie
En 2007 a émergé des restes fossiles de trois ancêtres de dugongs (mammifères marines herbivores) qui vivaient dans la région plus de 4,5 millions d'années au cours de la période pliocène dont les affleurements existants de sable ont été la toile de fond de la mer Tyrrhénienne. L'un des trois fossiles est d'une grande valeur scientifique, car il a été considéré par les experts du spécimen le plus complet de l'espèce dans le monde.

## Fêtes, foires
Chaque année, il y a des nombreux festivals gastronomiques (fèves, morue salée, truffes, cèpes frits, safran). Arcille a une réputation parmi les pêcheurs pour la grande quantité de poissons (principalement la carpe) qui peuplent la rivière Ombrone près du village.

## Sports
Arcille dispose d'une équipe de football qui joue dans la deuxième catégorie provinciale, le G.S. Arcille.